# Altenmedingen
Altenmedingen est une commune allemande de l'arrondissement d'Uelzen, Land de Basse-Saxe.

## Géographie
Altenmedingen se situe au nord de la lande de Lunebourg.
La commune comprend les quartiers d'Aljarn, Bohndorf, Bostelwiebeck, Eddelstorf, Haaßel, Reisenmoor, Secklendorf et Vorwerk.
| Vastorf      | Thomasburg            | Dahlenburg |
| Bienenbüttel | Altenmedingen         | Boitze     |
| Jelmstorf    | Römstedt Bad Bevensen | Himbergen  |

Le canal latéral de l'Elbe passe à l'ouest de la commune.

## Histoire
Altenmedingen est mentionné pour la première fois en 1162. Henri XII de Bavière remet au prieur et au chapitre de la cathédrale de Ratzebourg du terrain appartenant à la ville de Lübeck. Parmi les témoins, on trouve un Otto von Medinghe.
La commune est un site mégalithique. On trouve près de Haassel des tombes royales et plus largement une nécropole ainsi que des vases à entonnoir.

## Personnalités liées à la commune
- Johann Georg Büsch (1728-1800), pédagogue.
- Christian von Seebach (1793-1865), propriétaire forestier.

## Source de la traduction
- (de) Cet article est partiellement ou en totalité issu de l’article de Wikipédia en allemand intitulé « Altenmedingen » (voir la liste des auteurs).